# Weissia mosis
Weissia mosis là một loài rêu trong họ Pottiaceae. Loài này được (Lorentz) Müll. Hal. mô tả khoa học đầu tiên năm 1880.